# Chanquillo
Chanquillo ili Chankillo drevni je monumentalni kompleks u peruanskoj obalnoj pustinji, nalazi se u dolini rijeke Casmei. Ruševine uključuju utvrdu Chankillo na brdu, obližnju solarnu zvjezdarnicu tzv. 13 tornjeva te stambene zgrade i mjesta za okupljanje. Trinaest tornjeva tumači se je kao astronomska zvjezdarnica izgrađena u 4. stoljeću prije Krista. Kultura koja je proizvela Chankillo naziva se kultura Casme. Mjesto je u srpnju 2021. upisano na UNESCO-ov popis mjesta svjetske baštine u Americi

## Zvjezdarnica Trinaest tornjeva
Trinaest tornjeva Chankillo s pravilnim razmakom izgrađeno je na vrhu niskog brežuljka koji vodi od sjevera prema jugu, tvoreći "nazubljeni" oblik s uskim prazninama u pravilnim razmacima. Na istoku i zapadu arheolozi su odredili dvije moguće točke promatranja. Iz ovih rezultata, 300 metara dugačak raspon tornjeva po horizontu vrlo blisko odgovara izlazećem i zalazećem položaju Sunca tijekom godine, iako nisu svi vidljivi. Na zimski solsticij, Sunce bi izlazilo iza krajnje lijevog tornja Chankillo i izlazilo iza svakog od tornjeva sve dok nije stiglo do krajnjeg desnog tornja šest mjeseci kasnije na ljetnom solsticiju, označavajući protok vremena. Trinaest kula u Chankillu moglo bi biti najranije poznato opservatorij u Americi. Stanovnici Chankilla mogli bi odrediti točan datum, s greškom od dan -dva, promatrajući izlazak ili zalazak sunca s ispravnog tornja.
Kule su putnicima bile poznate stoljećima, astronomsku funkciju kula nagađao je Thor Heyerdahl u svojoj knjizi Kon-Tiki iz 1940-ih, ali tek nedavno su to opširno pretpostavili 2007. Iván Ghezzi i Clive Ruggles.